# 凹坑白腹菌
凹坑白腹菌（学名：Leucogaster foveolatus）是属于红菇目地花菌科白腹菌属的一种担子菌。该种分布于中国、美国等地。